# Dolores García Pineda
Dolores García Pineda (Cádiz, 1916) es una farmacéutica, bioquímica e investigadora española, adscrita a la Junta de Energía Nuclear del Centro de Investigaciones Energéticas, Medioambientales y Tecnológicas (CIEMAT)

## Trayectoria
Ha trabajado en el Instituto Oceanográfico y la Torry Research Station, en Aberdeen (Escocia), donde realizó su tesis sobre bioquímica analítica de lípidos del bacalao. En la Universidad Hebrea de Jerusalén realizó trabajos sobre enzimologia con Benjamin Shapiro.
En 1958 empezó a trabajar en la Junta de Energía Nuclear (actual Ciemat). Primero (entre 1960 y 1961) con una beca de intercambio de este organismo junto al doctor Noveli en síntesis de proteínas en el Laboratorio Nacional Oak Ridge y más tarde (entre 1962 y 1963) en el grupo de Severo Ochoa de la Universidad de Nueva York.